# Vickers Vildebeest
Le Vickers Vildebeest est un avion militaire de l'entre-deux-guerres. Bombardier torpilleur biplan, il a servi dans la Royal Air Force de 1932 à 1942.

## Conception
Le projet du Vickers Vildebeest remontait à 1926. Il devait remplacer l'avion torpilleur Hawker Horsley. Il effectua son vol initial en avril 1928 avec un moteur en étoile Bristol Jupiter.

## Engagements
Le Vildebeest rejoignit les escadrilles de la Royal Air Force en 1932 seulement, mais sa carrière opérationnelle fut remarquablement longue et intensive. Une centaine de Videbeest étaient encore en service dans des escadrilles de défense côtière du Coastal Command, en Grande-Bretagne et outre-mer (en Extrême-Orient), lorsque la Seconde Guerre mondiale éclata en 1939.
Les Forces aériennes de la République espagnole l'utilisent durant la Guerre d'Espagne.

## Variantes
- Mark I, propulsé par un moteur en étoile Pegasus dépourvu de capot entraînant une hélice bipale en bois. Il fut pris en compte en 1933 par le Squadron 100[2].
- Mark II avec un moteur Pegasus IIM3 de 660 ch[2].
- Mark III triplace avec un poste de pilotage arrière modifié[2]. Ce fut la version la plus prolifique, avec 111 exemplaires construits[3].
- Mark IV, avec un moteur en étoile Perseus entraînant une hélice tripale métallique. Trois Squadrons basés en Grande-Bretagne furent dotés de ce type d'appareil[2].

Au total 194 Vildebeest furent construits.
Toutes ses variantes pouvaient être munies d'un train d'atterrissage normal ou de flotteurs interchangeables.

## Opérateurs
- République espagnole : 25 produits sous licence par CASA.
- Royaume-Uni
- Nouvelle-Zélande : 16 livrés en juillet 1939, plusieurs dizaines d'autres transférés durant la Seconde Guerre mondiale.